# لاري إدواردز
لاري إدواردز (بالإنجليزية: Larry Edwards)‏ هو لاعب كرة قدم أمريكية أمريكي، ولد في 4 نوفمبر 1984.

## وصلات خارجية
- لاري إدواردز على موقع كلية كرة القدم في سبورتس رفرنس.كوم (الإنجليزية)